# Gynoplistia (Gynoplistia) dispila
Gynoplistia (Gynoplistia) dispila is een tweevleugelige uit de familie steltmuggen (Limoniidae). De soort komt voor in het Australaziatisch gebied.